# Nirmala Srivastava

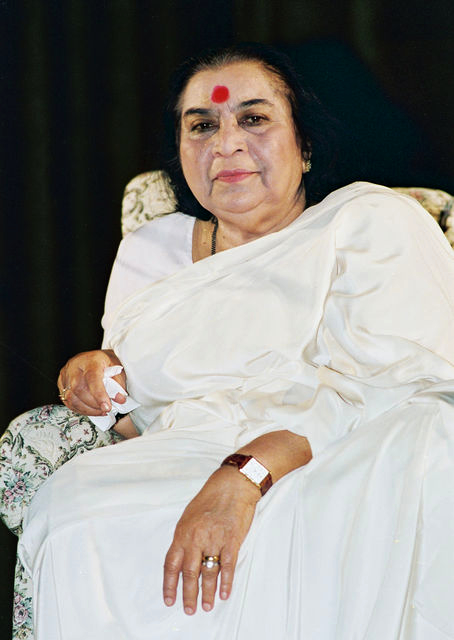
Nirmala Srivastava in 1994

Nirmala Srivastava (Hindi: निर्मला श्रीवास्तव) (Chindwara bij Nagpur in India 21 maart 1923 - Genua, 23 februari 2011) is de ontwikkelaarster van Sahaja Yoga en oprichter en leidster van de nieuwe religieuze beweging Sahaja Yoga International. Haar aanhangers noemen haar ook wel Shri Mataji Nirmala Srivastava of Shri Mataji Nirmala Devi.
Nirmala Srivastava is een dochter van protestantse christenen en kwam op haar zeventiende in de ashram van Mahatma Gandhi terecht, waar ze tot haar negentiende zou blijven en samen met haar ouders betrokken zou zijn bij de onafhankelijkheidsbeweging.
Ze studeerde twee jaar medicijnen aan het Balakram Medical College in Lahore.
In 1947 trouwde ze met Chandrika Prasad Srivastava, die later als secretaris voor de premier zou werken en later drie perioden tot aan zijn pensionering secretaris-generaal zou zijn voor het International Maritime Organization, een onderdeel van de Verenigde Naties in Londen.
Nirmala Srivastava verklaarde dat ze de incarnatie van de Shakti is. Ook zou het haar in 1970 gelukt zijn de sahasrara-chakra te openen, waardoor ze op een hoger niveau toegang zou hebben tot de kundalini-energie. In 2004 verklaarde haar officiële website dat Nirmala Srivastava, zoals ze zelf had aangegeven, haar werk had voltooid. In de jaren die volgden bleef zij ten dienste van iedereen die haar om hulp vroeg.